# Грегори Бејтсон
Грегори Бејтсон (9. мај 1904—4. јул 1980) је био енглески антрополог, социолог, лингвиста, визуелни антрополог и семиотичар чији радови пресецају многе друге области. 1940их година помогао је да се прошире теорије система на друштвене науке и науке понашања. Он је провео последњу деценију живота развијајући "мета-науку" епистемологије. Његови списи су Кораци ка Екологији Ума (1972), Ум и Природа (1979) и Страх Анђела (објављена постхумно 1987) чији је коаутор била његова ћерка Мери Кетрин Бејтсон.
Бејтсон је рођен у Кембриџширу, Енглеској 9. маја 1904. Био је трећи и најмлађи син Каролајн Беатрис Дурам и истакнутог генетичара Вилијама Бејтсона. Добио је име по аустријском монаху, Грегору Менделуу, оснивачу генетике.
Бејтсон је био ученик Чартерхаус школе од 1917. до 1921. године. Дипломирао је биологију на Сент Џон колеџу у Кембриџу 1925. године, и наставио студирање на Кембриџу од 1927. до 1929. године. 1928. године Бејтсон је предавао лингвистику на Универзитету у Сиднеју. Од 1931. до 1937. био је сарадник Сент Џон колеџа, а затим је провео године пре Другог светског рата у јужном Пацифику у земљама Нова Гвинеја и Бали бавећи се антропологијом.
У периоду између 1936. и 1950. године био је у браку са Маргарет Мид и у то време он примењује своје знање у ратном напору пре преласка у Сједињене Америчке Државе

## Приватан живот
На Бејтсонов живот у великој мери утицала је смрт његова два брата. Џон Бејтсон (1898-1918), најстарији од три брата, убијен је у Првом светском рату. Мартин Бејтсон (1900-1922), други брат, од кога се очекивало да крене очевим стопама и постане научник, посвађао се са оцем због његове амбиције да постане песник и драмски писац. Стрес, у комбинацији са разочарењем у љубав, довео је Мартина до јавног самоубиства ватреним оружјем под статуом Антерос у Пикадили Циркусу 22. априла 1922. године, на Џонов рођендан. После овог догађаја, који трансформише приватну породичну трагедију у јавни скандал, сва Вилијамова и Беатрисина амбициозна очекивања су пренета на Грегорија, њиховог јединог преживелог сина.
Бејтсонова прва супруга од 1936. године, била је амерички културни антрополог Маргарет Мид. Они 1939. добијају ћерку, Мери Кетрин Бејтсон, која је касније такође постаје антрополог, а 1950. године Грегори и Маргарет се разводе. 1951. Грегори се жени други пут, сада са Елизабет Самнер (1919–1992), и они добијају сина, Џона Самнера Бејтсона (1951-2015) и разводе се 1957. године. Након четири године он се поново жени и добија још једну ћерку. 
Бејтсон је доживотно био атеиста, као и његова породица неколико генерација уназад.

## Филозофија
Где други могу видети низ необјашњивих детаља, Бејтсон види једноставне односе. У делу "Од Версаја до кибернетике" Бејтсон тврди да се историја двадесетог века може сматрати историјом неисправних односа. По његовом мишљењу, Версајски уговор представља цео образац људских односа заснованих на издаји и мржњи. Он стога тврди да је Версајски уговор и развој кибернетике-која је за њега представља могућност бољих односа-су једина два антрополошки важна догађаја из двадесетог века.

## Други светски рат и Канцеларија за стратешке услуге
Иако је у почетку није желео да се придружи обавештајној служби Канцеларија за стратешке услуге, Бејтсон се, током Другог светског рата, заједно са десетинама других антрополога придружује. Он је послат да обави тајне операције у Бурми и Тајланду, а радио је и у Кини и Индији. Он је узнемирен због свог ратног искуства и не слаже са својом супругом око тога да ли наука треба да се примени на социјално планирање или користити само да подстакне разумевање, а не акције.

## Двострука обавезаност
Године 1956. у Пало Алту, Калифорнија Бејтсон и његове колеге Доналд Џексон, Џеј Хејли и Џон Викленд су повезали шизофренију са појмом Двострука обавезаност. То је емотивно-стресна дилема у комуникацији у којој појединац (или група) примају две или више конфликтних порука, при чему једна порука негира другу. Ово ствара ситуацију у којој веран однос према једној поруци резултира запостављањем друге (и обрнуто), тако да особа, без обзира шта уради, сигурно изневери очекивања и захтеве дела своје околине.
Двострука обавезаност захтева неколико услова који се морају испунити:
- Жртва двоструке обавезаности добија контрадикторне наредбе или емотивне поруке на различитим нивоима комуникације (на пример, љубав је изражена речима, док је мржња изражена невербалним понашањем или је дете подстакнуто да слободно говори, али је критиковано или ућуткано кад год он или она говори).
- Није дозвољено објашњавање која од две поруке је исправна.
- Жртви није дозвољен излазак из поља комуникације.
- Неуспех да се испуне контрадикторне наредбе је кажњив (на пример, повлачењем љубави).

Тренутно се сматра да је овај појам важнији као пример Бејтсоновог приступа комплексности комуникације. 

## Улога соматске промене у еволуцији
Прва идеја је да, иако се теоретски сматра да стрес животне средине диктира промене у соми односно физичком телу, појава новог стреса неће аутоматски резултирати у физичким променама које нам омогућавају преживљавање, као што је то наглашено у теорији еволуције. Појављивање новог стреса ће чак и ослабити организам у великој мери. Пример који Бејтсон даје је уклањање болесног лица из средине или чињеница да неко ко ради у канцеларији неће бити успешан у пењању и обрнуто.

## Теорија система
Теорија система је интердисциплинарна научна област која проучава природу комплексних система у природи, друштву, и науци. Прецизније, теорија система је оквир који се користи за анализирање и описивање било које групе објеката који раде у садејству како би произвели неки резултат. То може да буде један организам, било каква организација или друштво, или електромеханички или информациони артефакт. Теорија система је настала у биологији током двадесетих година двадесетог века, из потребе да се објасни међуповезаност организама у екосистемима. Као техничка и општа академска област, углавном се односи на науку о системима која је потекла од Берталанфијеве Опште теорије система. Маргарет Мид и Грегори Бејтсон су развили међудисциплинарност теорије система.

## Наставак проширења рада Бејтсона
Његова ћерка Мери Кетрин Бејтсон објавила је заједничку биографију својих родитеља (Бејтсон и Маргарет Мид) 1984. Бејтсонова заоставштина је поново представљена новој публици од стране његове друге ћерке, Норе Бејтсон, која је режирала документарни филм „Кораци ка Екологији Ума“ који је премијерно приказан на Међународном филмском фестивалу у Ванкуверу.